# Вагнер, Виктор Анатольевич
Виктор Анатольевич Вагнер (1950—2013) — советский и российский учёный, доктор технических наук, профессор.
Автор около 300 опубликованных научных трудов.

## Биография
Родился в 1950 году в селе Покровка Баевского района Алтайского края.
В 1973 году окончил Алтайский политехнический институт (ныне Алтайский государственный технический университет, АлтГТУ) по специальности «Двигатели внутреннего сгорания». С 1981 года работал в родном институте старшим инженером, в 1982 году поступил в очную аспирантуру Алтайского политехнического института и в 1985 году защитил диссертацию на соискание ученой степени кандидата технических наук на тему «Улучшение экономических и экологических характеристик дизелей методом насыщения жидкого топлива водородом». В 1995 году после защиты докторский диссертации на тему «Основы теории и практика использования альтернативных топлив в дизелях», был избран профессором и возглавил кафедру «Детали машин» Алтайского государственного технического университета.
В. А. Вагнер был председателем постоянно действующего научно-методического семинара кафедры «Детали машин», главным редактором ежегодного сборника научных статей «Расчет, диагностика и повышение надежности элементов машин» и членом Ученого совета АлтГТУ, а также членом ученого совета факультета инновационных технологий машиностроения. В 2011 году был кандидатом на должность ректора Алтайского государственного технического университета.
Одновременно в 1999—2010 годах являлся генеральным директор ОАО «Алтай-Лада».
Умер 10 ноября 2013 года в Барнауле, где и был похоронен.
Его брат — Владимир Вагнер (род. 1953), является известным промышленником Алтайского края.

## Заслуги
- Почетный работник высшего профессионально образования РФ и Заслуженный работник высшей школы РФ.
- Лауреат премии Алтайского края в области науки и техники (1999) в номинации «Разработка и применение новых методик обучения, создание высококачественных учебников и учебных пособий для образовательных учреждений края по региональному компоненту государственного образовательного стандарта» за работу «Общетехническая подготовка инженеров-механиков машиностроительного производства» (комплект учебно-методических пособий по дисциплинам кафедры «Детали машин»).[1]